# Lava Hot Springs
Lava Hot Springs è una città degli Stati Uniti d'America, situata nello Stato dell'Idaho, nella Contea di Bannock.